# Marie Huber
Marie Huber (* 4. März 1695 in Genf; † 13. Juni 1753 in Lyon) war eine Genfer Übersetzerin, Herausgeberin und Verfasserin theologischer Werke.
Die Nichte von Nicolas Fatio de Duillier liess sich 1711 mit ihrer Familie in Lyon nieder. Anfangs vom Pietismus geprägt, wurde sie später zur Rationalistin. Mit ihren Werken übte sie einen starken Einfluss auf Jean-Jacques Rousseau. Marie Huber war die Grosstante des Naturwissenschaftlers François Huber.

## Werke
- Lettres sur la religion essentielle à l'homme, 1738–39